# Hessian (Textil)

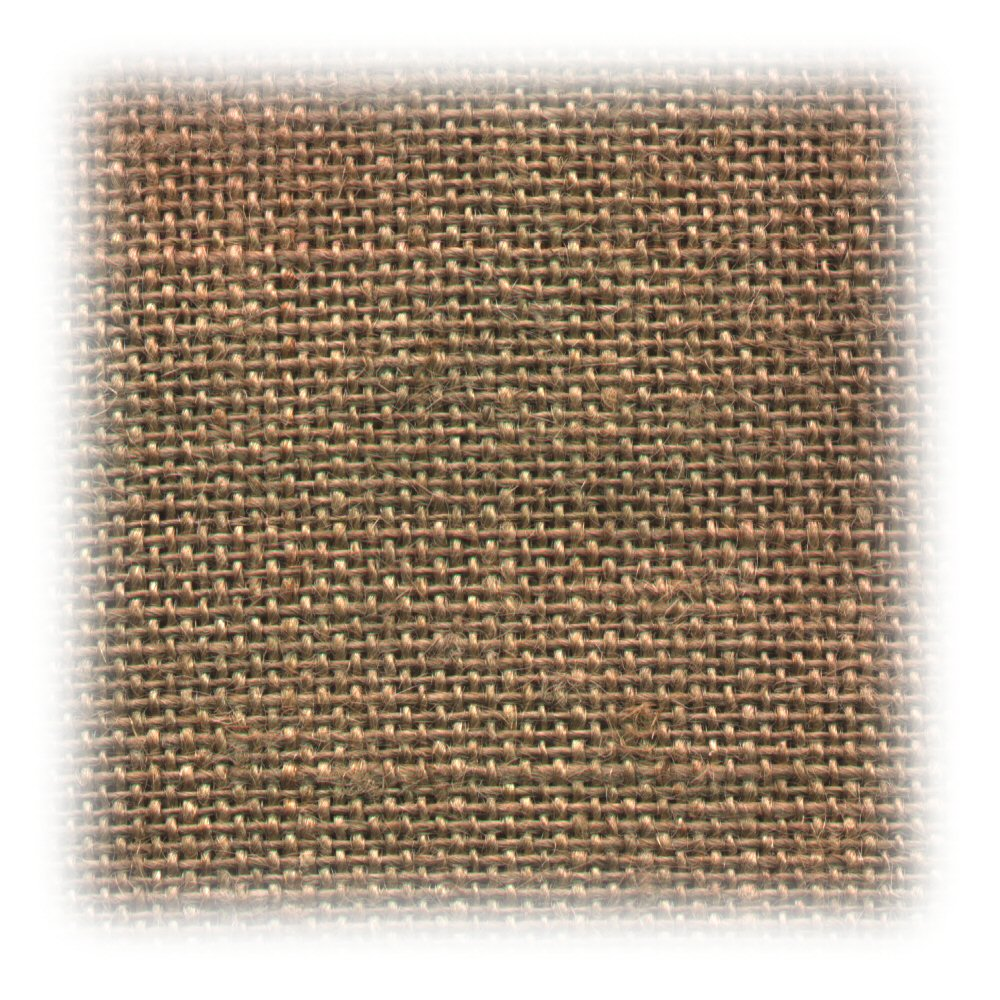
Hessian oder Sackleinen

Hessian (englisch, [ˈhɛsɪən]), auch Rupfen, Hessisches Leinen, Juteleinen, Fassonleinen oder Federleinen, in Amerika und im englischen Sprachraum auch als Burlap, Gunny sack oder Gunny cloth bekannt, ist eine Bezeichnung der Textilindustrie für ein grobes und naturfarbenes oder gemustertes Gewebe in Leinwandbindung. Häufig wird es heute aus Jute hergestellt, das vielfach auch als Sackleinen bezeichnet wird. Es kann aber auch aus Sisal oder wie ursprünglich aus Hanffasern oder Leinen hergestellt werden.
Ursprünglich leitet sich die Bezeichnung Rupfen vom Hecheln ab, bezieht sich also eigentlich auf alle Fasern, die gehechelt werden. Der Name Hessian stammt daher, dass dieses Gewebe früher von Hessen nach England und Schottland exportiert wurde. Der Name für das Gewebe wurde beibehalten, auch nachdem neue Materialien, hauptsächlich Jute, seit Anfang des 19. Jahrhunderts zur Produktion des Gewebes verwendet wurden.
Hessian wird vorwiegend für Säcke, zur Wandverkleidung und Polsterung sowie als Grund- oder Rückengewebe für Nadelflorteppiche oder Linoleum benutzt, es kann aber auch in der Malerei verwendet werden. Aus Hessian wurden in der Vergangenheit auch einfache Kleidung und Kittel hergestellt. Die Designerin Renate Müller entwirft und produziert aus Rupfen seit den 1960er Jahren hochwertige therapeutische Spielzeuge, die als Rupfentiere bekannt sind.